# Dąbie (województwo kujawsko-pomorskie)
Dąbie – wieś w Polsce, położona w województwie kujawsko-pomorskim, w powiecie inowrocławskim, w gminie Rojewo.

## Podział administracyjny
W latach 1975–1998 miejscowość administracyjnie należała do województwa bydgoskiego.

## Demografia
Według Narodowego Spisu Powszechnego (III 2011 r.) wieś liczyła 143 mieszkańców. Jest piętnastą co do wielkości miejscowością gminy Rojewo.